# کوبهام
کوبهام (به انگلیسی: Chobham) یک روستا و محله مدنی در بریتانیا است که در Surrey Heath واقع شده‌است. کوبهام ۲۳٫۱۳ کیلومتر مربع مساحت و ۳٬۷۹۹ نفر جمعیت دارد.